# Maria Marshall
Pour les articles homonymes, voir Marshall.
Maria Marshall est une artiste anglaise, née à Bombay Inde le 14 février 1966. Dès la fin des années 1990, elle se fait connaître pour ses œuvres vidéo.

## Biographie
Maria Marshall est née à Bombay le 14 février 1966. Aujourd'hui, elle vit et travaille à Londres. De double nationalité suisse et britannique, elle est diplômée en sculpture au Wimbledon College of Arts à Londres. Elle a également étudié à la Chelsea School of Art à Londres, ainsi qu'à la Haute École d'art et de design Genève.

## Œuvre
L’ambiance générale de son œuvre est onirique et angoissante. Elle joue sur des questions morales et psychologiques, utilisant des illusions numériques et créant des pièces qui, projetées en grand, frappent l'esprit du spectateur. L’intention, dit-elle, n’est pas spécialement de choquer, mais de provoquer le spectateur, afin qu’il se demande ce qui le rend mal à l’aise.
Ses films tournent souvent autour du monde de l'enfance, y projetant des préoccupations d'adultes. Elle les met en scène dans des situations qui mettent mal à l'aise le spectateur adulte. L'innocence elle-même devient ambiguë. Elle pervertit en quelque sorte ces sujets « tabous », l’enfance, l’innocence, oscillant entre le bien et le mal, entre sacré et profane. Les enfants ou adolescents sont toujours menacés, confrontés au mal, seuls face au danger. Cela traduit l’angoisse d’une mère pour ses enfants. Ses vidéos, dit-elle, parlent notamment de sa paranoïa d'être mère,,. 
Le fait que les acteurs soient la plupart du temps ses propres enfants ou elle-même, ajoute en densité émotionnelle et en intensité. Un soin minutieux est apporté à la photographie. Elle utilise des techniques telles que des boucles, des zooms, des ralentis, pour amplifier l’angoisse et le côté obsessionnel dégagés par ses films.
Les titres de ses œuvres, comme When I Grow Up, I Want To Be A Cooker, sont des phrases que ses enfants ont dit un jour. Le son est souvent limité à la voix d’un enfant qui répète une phrase en boucle, comme I Love You Mummy, I Hate You, ou à un son obsédant et amplifié, comme dans Playground, le ballon sur le mur de la chapelle. Mais elle peut aussi jouer sur l'absence de bande son,.
L’esthétique de ses œuvres font parfois référence à la peinture ancienne, par exemple à « La madone au serpent » du Caravage, dans le cas de I Should Be Older Than All Of You (pièce où un jeune garçon allongé, immobile et très calme, est entouré de serpents qui se rapprochent de lui). La composition très rigoureuse des cadrages est en elle-même une référence à la peinture baroque. Cela crée un lien fort avec l’imagerie occidentale ancrée en nous, et rend les vidéos d’autant plus troublantes ,.

## Vidéos (sélection)
- When I Grow Up I Want To Be A Cooker . On y voit un enfant de deux ans tirer sur une cigarette, et recracher la fumée en un rond parfait[3],[8],[9].
- I Saw You Crying. C'est un jeune adolescent qui rit devant un rideau jaune ondulant. Soudain, il lève un pistolet et tire. Le rideau devient rouge, et à présent le garçon pleure. La vidéo est au ralenti.
- Trout. Un enfant pédale sur un tricycle. Accroché à son dos, un panneau dit : "Love Me". Mais tous les gens qu'il croise marchent à l'envers, et aucun ne fait attention à lui.
- Cyclops. Installation vidéo. Deux vidéos projetées ensemble dans un coin, de manière à se regarder. D'un côté, un petit garçon en sous-vêtements qui fait non de la tête. De l'autre, une femme, aussi en sous-vêtements, éclairée par moments d'une lumière rouge. La caméra tourne autour de l'un et de l'autre, détaillant leurs corps et la pièce froide dans laquelle ils se trouvent.
- Playground. Un adolescent shoote dans un ballon dont on ne voit que l'ombre. Celui-ci vient à chaque coup s'écraser sur le mur blanc d'une chapelle, la faisant résonner. Le mouvement est ralenti. Cette œuvre questionne le sacré et le profane ; ce geste de faire rebondir un ballon contre un mur, à priori anodin, prend des airs de révolte lorsque le mur est celui d’une chapelle[7].
- Dont Let The T Rex Get The Children. La vidéo commence par un gros plan sur le visage d'un enfant qui tire la langue et sourit. Ensuite, le plan s'élargit lentement et nous fait petit à petit découvrir qu'il est en camisole de force, dans une chambre capitonnée. Son sourire ne nous parait alors plus mignon, mais prend des airs terrifiants de folie, devient grimace.
- I Should Be Older Than All Of You. La vidéo commence sur un enfant allongé, très calme. Le travelling arrière montre peu à peu qu'il est en réalité dans une boîte, entourée de tous les côtés de centaines de serpents. Ensuite, la caméra nous rapproche à nouveau de l'enfant, qui reste immobile tandis que les serpents se rapprochent dangereusement de lui.
- When Are We There. La caméra avance dans les dédales d'une grande maison bourgeoise, pour arriver dans une pièce où se tient une femme debout, immobile. Tandis que l'image détaille son corps, on peut voir que sa peau est parcourue de légers mouvements, comme si quelque chose se déplaçait dessous[10].
- I Love You Mummy - I Hate You. Un hamac contenant deux petits garçons nus se balance, les laissant voir en entier ou les camouflant selon les oscillations. Ensuite, on ne les voit plus du tout, le hamac s'est refermé sur eux. Tandis que les balancements s'effectuent, en rythme, une voix d'enfant répète : "I Love You Mummy, I Hate You"[4].

## Expositions solo
- 1998 Team Gallery, New York
- 1999 Team Gallery, New York - Real Art Ways, Harford, Connecticut
- 2000 Galerie Vaclava Spaly, Prague - Yves St Laurent, Paris - Oliver Art Center, CCAC Institute, Oakland, San Franscisco, Larry Rinder - Gallery 400, University of Illinois, Chicago
- 2001 Freiburger Kunstverein, Freiburg - Team Gallery, New York
- 2002 Fonds Régional d'Art Contemporain, Provence-Alpes-Cote d'Azur - Palais de Tokyo, Paris - screening/talk, Centre Pompidou, Christine Macel - Team Gallery, New York - Project Space, The Swiss Institute, New York - Site Gallery, Sheffield - Goteborgs Konsthall, Goteborg
- 2003 Salon 94, New York, Jeannie Greenberg Vandoren-Rohatn - Ruth and Bill True collection, Western Bridge, Seattle
- 2004 Cry Pig, Team Gallery, New York - Centre pour l'image Contemporaine, Genève.
- 2006 Playground, Musée Dauphinois, Grenoble - Three Works, Herzliya Museum, Israel
- 2009 Artist spotlight.New Frontiers, Sundance
- 2011 Tank tv, Londres
- 2012 In my End is my beginning, Site specific installation
- 2014 Mac's Museum Grand-Hornu, Laurent Busine
- 2016 Kaus Australis, Rotterdam
- 2017 Grace, site specific, Nadja Romain

## Présence en collections d'institutions culturelles
Certaines de ses œuvres ont été acquises par des institutions culturelles telles que le Bowdoin College Museum of Art de Brunswick aux États-Unis, le Centre Pompidou de Paris et le Fonds régional d'art contemporain de Marseille en France, ou encore le Musée des Arts Contemporains du Grand Hornu (MAC's) en Belgique.